# Valentina Acosta
Valentina Acosta (sinh ngày 23 tháng 7 năm 1982), là nữ diễn viên truyền hình, người dẫn chương trình và người mẫu người Colombia.

## Sự nghiệp

### Phim
| Năm  | Tựa đề            | Vai trò  | Ghi chú |
| ---- | ----------------- | -------- | ------- |
| 2012 | Carrusel          | Catalina |         |
| 2016 | El juego del Amor | Alma     |         |

### Truyền hình
| Năm       | Tựa đề                              | Vai trò            | Ghi chú                     |
| --------- | ----------------------------------- | ------------------ | --------------------------- |
| 1999      | Francisco el matemático             | Alejandra          |                             |
| 2000      | Se armó la gorda                    | Karina Santos      |                             |
| 2003      | Un ángel llamado azul               | Flora              |                             |
| 2004      | Luna, la heredera                   | Alicia             |                             |
| 2005      | Lorena                              | Tatiana            |                             |
| 2006      | Merlina mujer divina                | Merlina González   |                             |
| 2006      | Amas de casa desesperadas           | Lucía              |                             |
| 2007      | El Zorro, la espada y la rosa       | Selenia            |                             |
| 2008      | La sucursal del cielo               | Soledad Belalcázar |                             |
| 2008      | La Dama de Troya                    | Nena Fontalvo      |                             |
| 2010      | Los caballeros las prefieren brutas | Luna               | 2 tập                       |
| 2010–2012 | A mano limpia                       | Silvia Pizarro     | Vai chính                   |
| 2014      | The Bridge                          | Young Girl         | Tập: "Lamia"                |
| 2014–2016 | Señora Acero                        | Miriam Godoy       | 132 tập                     |
| 2016–2017 | Perseguidos                         | Connie             | 22 tập                      |
| 2017      | El Chapo                            | Alejandra          | 8 tập                       |
| 2017      | Érase una vez                       | Noemí              | Tập: "La bella y la bestia" |
| 2018      | Enemigo íntimo                      | Olivia Reyes       |                             |